# Nati il 24 marzo
| Questa pagina contiene informazioni ricavate automaticamente dalle voci biografiche con l'ausilio del template Bio e di un bot. L'aggiornamento è periodico e automatico e ricostruisce completamente la pagina. Se manca una persona in questa lista, sei pregato di non aggiungerla, ma accertati piuttosto che la sua voce biografica contenga il template Bio e che i dati anagrafici siano correttamente compilati. Se il template Bio manca, inseriscilo tu stesso o, in alternativa, metti l'avviso {{tmp\|Bio}} che ne segnala la mancanza. Se i dati riportati sono sbagliati, correggi direttamente la voce biografica; le modifiche saranno visibili in questa lista entro pochi giorni. Per chiarimenti vedi il progetto biografie. La lista contiene solo le 1.239 persone che sono citate nell'enciclopedia e per le quali è stato implementato correttamente il template Bio. Pagina aggiornata al 13 ago 2025. |

## VIII secolo a.C.(2)
- 771 a.C. - Remo, romano († 753 a.C.)
- 771 a.C. - Romolo, re romano († 716 a.C.)

## XII secolo(1)
- 1188 - Ferdinando del Portogallo, conte († 1233)

## XIII secolo(1)
- 1285 - Al-Nasir Muhammad, sultano († 1341)

## XV secolo(5)
- 1419 - Ginevra d'Este, nobildonna († 1440)
- 1422 - Agnese di Kleve, principessa († 1448)
- 1441 - Ernesto di Sassonia, principe tedesco († 1486)
- 1490 - Giovanni Salviati, cardinale e vescovo cattolico italiano († 1553)
- 1494 - Georg Agricola, scienziato e mineralogista tedesco († 1555)

## XVI secolo(7)
- 1508 - Giberto II Pio di Savoia, condottiero italiano († 1554)
- 1523 - Giulia da Varano, nobile italiana († 1547)
- 1530 - Ryūzōji Takanobu, militare giapponese († 1584)
- 1573 - Giovanni Doria, cardinale e arcivescovo cattolico italiano († 1642)
- 1577 - Francesco I di Pomerania, duca e vescovo luterano († 1620)
- 1582 - Ottavio Ridolfi, cardinale e vescovo cattolico italiano († 1624)
- 1596 - Elisabetta d'Assia-Kassel, principessa tedesca († 1625)

## XVII secolo(19)
- 1607 - Michiel de Ruyter, ammiraglio olandese († 1676)
- 1612 - Giovanna Dorotea di Anhalt-Dessau, nobile († 1695)
- 1621 - Giovanni VI di Anhalt-Zerbst, principe tedesco († 1667)
- 1628 - Sofia Amalia di Brunswick-Lüneburg, sovrana danese († 1685)
- 1630 - José Sáenz de Aguirre, teologo e cardinale spagnolo († 1699)
- 1632 - Michele Foscarini, storico italiano († 1692)
- 1638 - Daniel Whitby, teologo e biblista britannico († 1726)
- 1648 - Giuseppe Bondola, vescovo cattolico italiano († 1713)
- 1650 - Jonathan Trelawny, III baronetto, vescovo anglicano britannico († 1721)
- 1657 - Arai Hakuseki, filosofo, scrittore e politico giapponese († 1725)
- 1660 - Filippo Antonio Gualterio, cardinale, arcivescovo cattolico e collezionista d'arte italiano († 1728)
- 1663 - Giorgio Cattaneo, vescovo cattolico italiano († 1730)
- 1675 - Federica di Sassonia-Gotha-Altenburg, principessa († 1709)
- 1681 - Georg Philipp Telemann, compositore e organista tedesco († 1767)
- 1683 - Mark Catesby, naturalista inglese († 1749)
- 1684 - Matej Bel, storico, filosofo e pedagogista slovacco († 1749)
- 1687 - Mauro Manieri, architetto italiano
- 1694 - Giuseppe Bernardi, scultore e intagliatore italiano († 1773)
- 1697 - Louis-Constantin de Rohan, cardinale e vescovo cattolico francese († 1779)

## XVIII secolo(45)
- 1711 - William Brownrigg, medico, chimico e imprenditore britannico († 1800)
- 1712 - Pëtr Grigor'evič Černyšëv, politico russo († 1773)
- 1714 - Emanuele Duni, giurista e filosofo italiano († 1781)
- 1714 - Carlo Giovanni Testori, compositore e violinista italiano († 1782)
- 1718 - Jean-Barthélemy Lany, ballerino e coreografo francese († 1786)
- 1720 - Henri Bertin, politico, avvocato e nobile francese († 1792)
- 1723 - Johann Friedrich Adolf von der Marwitz, generale prussiano († 1781)
- 1732 - Gian Francesco de Majo, compositore italiano († 1770)
- 1734 - Diana Spencer, nobile e artista britannica († 1808)
- 1736 - Antonio Frizzi, storico, drammaturgo e pittore italiano († 1800)
- 1739 - Christian Friedrich Daniel Schubart, poeta, scrittore e compositore tedesco († 1791)
- 1741 - Giacomo Trombara, architetto italiano († 1811)
- 1744 - Nicola Riganti, cardinale e vescovo cattolico italiano († 1822)
- 1745 - François-Urbain Domergue, grammatico e giornalista francese († 1810)
- 1745 - John Sackville, III duca di Dorset, nobile e ambasciatore inglese († 1799)
- 1748 - François André Dejean, vescovo cattolico francese († 1822)
- 1754 - Joel Barlow, poeta, politico e diplomatico statunitense († 1812)
- 1755 - Rufus King, diplomatico e politico statunitense († 1827)
- 1756 - Francesca Lebrun, cantante lirica e compositrice tedesca († 1791)
- 1756 - Mahmud Shah III di Johor, sovrano malese († 1811)
- 1757 - James Wilkinson, politico e generale statunitense († 1825)
- 1760 - Charles Compton, I marchese di Northampton, politico inglese († 1828)
- 1760 - Giuseppe Fenaroli Avogadro, politico italiano († 1825)
- 1761 - Charles Abbot, entomologo e botanico britannico († 1817)
- 1762 - Marcos António Portugal, compositore portoghese († 1830)
- 1762 - Ferdinand Ernst Gabriel von Waldstein, mecenate tedesco († 1823)
- 1763 - William Artaud, pittore britannico († 1823)
- 1764 - Charles Bretagne Marie de La Trémoille, militare francese († 1839)
- 1768 - George Stewart, VIII conte di Galloway, ammiraglio e politico scozzese († 1834)
- 1770 - Pierre Baour-Lormian, poeta e scrittore francese († 1854)
- 1773 - Giuseppe Maria Giove, vescovo cattolico italiano († 1848)
- 1774 - Jean-Louis-Auguste Loiseleur Deslongchamps, medico e botanico francese († 1849)
- 1775 - Pauline Auzou, pittrice francese († 1835)
- 1775 - Pierre Berthezène, generale francese († 1847)
- 1775 - Henry Sanfourche, militare francese († 1841)
- 1778 - Sophie Blanchard, pioniere dell'aviazione francese († 1819)
- 1782 - Aglaé Auguié, nobildonna francese († 1854)
- 1782 - Orest Adamovič Kiprenskij, pittore russo († 1836)
- 1785 - Ján Hollý, presbitero, poeta e traduttore slovacco († 1849)
- 1791 - Charles Pravaz, medico francese († 1853)
- 1796 - Zulma Carraud, scrittrice francese († 1889)
- 1796 - Franz Haller von Hallerkeö, generale austriaco († 1875)
- 1796 - Nunziante Ippolito, ginecologo e anatomista italiano († 1851)
- 1797 - Filippo Agresti, patriota italiano († 1865)
- 1797 - Antonio Rosmini, filosofo, teologo e presbitero italiano († 1855)

## XIX secolo(183)
- 1801 - William Beauclerk, IX duca di St. Albans, nobile inglese († 1849)
- 1801 - Immanuel Nobel, ingegnere, architetto e inventore svedese († 1872)
- 1802 - Alois Josef Schrenk, nobile e arcivescovo cattolico ceco († 1849)
- 1808 - Maria Malibran, soprano francese († 1836)
- 1809 - Joseph Liouville, matematico francese († 1882)
- 1809 - Mariano José de Larra, scrittore e giornalista spagnolo († 1837)
- 1812 - Alessandro Avogadro di Casanova, generale e politico italiano († 1886)
- 1812 - Louis-Auguste Boileau, architetto francese († 1896)
- 1812 - Ernest Petin, scienziato, ingegnere e dirigibilista francese († 1878)
- 1813 - Anton Hansch, pittore austriaco († 1876)
- 1815 - Bedřich Bloudek, militare ceco († 1875)
- 1815 - Sophie Löwe, soprano tedesco († 1866)
- 1815 - Maria Rosa Molas y Vallvé, religiosa spagnola († 1876)
- 1815 - Ruggero Pascoli, italiano († 1867)
- 1816 - Hendrik van Beek, vescovo cattolico olandese († 1884)
- 1817 - Aimé Maillart, compositore francese († 1871)
- 1819 - Friedrich Theodor von Frerichs, medico tedesco († 1885)
- 1820 - Alexandre Edmond Becquerel, fisico francese († 1891)
- 1820 - Federica di Hohenzollern-Sigmaringen, principessa tedesca († 1906)
- 1820 - Fanny Crosby, poetessa, compositrice e missionaria statunitense († 1915)
- 1821 - Giacinto Albini, patriota, politico e poeta italiano († 1884)
- 1821 - Francesco Saverio Arabia, giurista, letterato e patriota italiano († 1899)
- 1821 - Mathilde Marchesi, mezzosoprano tedesca († 1913)
- 1822 - Henrik August Flindt, architetto danese († 1901)
- 1822 - Antonio Romero Ortiz, politico spagnolo († 1884)
- 1824 - Nepomuceno Bolognini, ufficiale italiano († 1900)
- 1824 - Antonio Guerra, politico italiano († 1890)
- 1825 - Filippo Ghersi, scultore italiano († 1908)
- 1826 - Matilda Joslyn Gage, scrittrice, attivista e saggista statunitense († 1898)
- 1827 - Antonio Angelo Del Sambro, brigante italiano († 1862)
- 1827 - Candace Wheeler, designer, artista e attivista statunitense († 1923)
- 1828 - Nunzio Tamburrini, brigante italiano († 1874)
- 1829 - Juraj Slota, presbitero, poeta e giornalista slovacco († 1882)
- 1829 - George Francis Train, imprenditore statunitense († 1904)
- 1829 - Ignacio Zaragoza, generale e politico messicano († 1862)
- 1830 - José Casado del Alisal, pittore spagnolo († 1886)
- 1830 - Robert Hamerling, poeta e scrittore austriaco († 1889)
- 1831 - Faustino Míguez González, presbitero spagnolo († 1925)
- 1833 - Friedrich von Martini, ingegnere e inventore svizzero († 1897)
- 1834 - Alberto Maria Centurione, archeologo e gesuita italiano († 1889)
- 1834 - William Morris, artista e scrittore britannico († 1896)
- 1834 - John Wesley Powell, geologo, esploratore e militare statunitense († 1902)
- 1836 - Marguerite Macé-Montrouge, mezzosoprano francese († 1898)
- 1837 - George Henry Mackenzie, scacchista scozzese († 1891)
- 1837 - Filippo del Belgio, principe belga († 1905)
- 1839 - Maxime Lisbonne, militare e giornalista francese († 1905)
- 1839 - Horace Parnell Tuttle, astronomo statunitense († 1923)
- 1840 - Isidoro Maggi, politico, avvocato e imprenditore italiano († 1884)
- 1841 - Charles Murray, VII conte di Dunmore, nobile e politico scozzese († 1907)
- 1842 - Gabrielle Krauss, soprano austriaco († 1906)
- 1843 - Giovanni Battista Carnevalini, vescovo cattolico italiano († 1895)
- 1843 - Maria Annunziata di Borbone-Due Sicilie, principessa († 1871)
- 1844 - László Arany, scrittore ungherese († 1898)
- 1844 - Padre Cícero, presbitero brasiliano († 1934)
- 1844 - Andrea Fossati, pittore italiano († 1919)
- 1844 - Camille Lemonnier, scrittore, giornalista e poeta belga († 1913)
- 1846 - José Castulo Zeledón, ornitologo costaricano († 1923)
- 1847 - Emanuele D'Adda, politico italiano († 1911)
- 1848 - Jules Tannery, matematico francese († 1910)
- 1849 - Franz Serafin Exner, fisico austriaco († 1926)
- 1851 - Francis Bannerman VI, imprenditore statunitense († 1918)
- 1851 - Francis Elliot, diplomatico inglese († 1940)
- 1851 - Garrett P. Serviss, scrittore e giornalista statunitense († 1929)
- 1852 - Edward Page Mitchell, scrittore di fantascienza statunitense († 1927)
- 1855 - Andrew Mellon, imprenditore, banchiere e politico statunitense († 1937)
- 1855 - Olive Schreiner, scrittrice sudafricana († 1920)
- 1857 - Carlo Pietropaoli, arcivescovo cattolico italiano († 1922)
- 1858 - Samuel Ryder, mercante britannico († 1936)
- 1860 - Eduard Kaufmann, medico tedesco († 1931)
- 1862 - Vittorio Faustini, politico italiano († 1917)
- 1862 - Frank Weston Benson, pittore statunitense († 1951)
- 1863 - William Sherman Jennings, politico statunitense († 1920)
- 1864 - Karel Frederik Wenckebach, cardiologo olandese († 1940)
- 1865 - Quintilio Perini, numismatico e storico italiano († 1942)
- 1866 - Georges de la Falaise, schermidore francese († 1910)
- 1866 - Jack McAuliffe, pugile statunitense († 1937)
- 1866 - Sigismondo Nardi, pittore italiano († 1924)
- 1867 - Guido Menasci, librettista, letterato e giornalista italiano († 1925)
- 1869 - Émile Fabre, scrittore francese († 1955)
- 1869 - Claudio Treves, politico, giornalista e antifascista italiano († 1933)
- 1871 - Louis Perrée, schermidore francese († 1924)
- 1872 - Walther Reinhardt, militare tedesco († 1930)
- 1872 - Emilio Veratti, patologo e batteriologo italiano († 1967)
- 1873 - Ettore Casati, giurista e magistrato italiano († 1945)
- 1873 - Édouard Claparède, psicologo e pedagogista svizzero († 1940)
- 1873 - Charles Clary, attore statunitense († 1931)
- 1873 - Giuseppe Marcozzi, vescovo cattolico italiano († 1940)
- 1874 - Raffaele De Luca, partigiano italiano († 1949)
- 1874 - Luigi Einaudi, politico, economista e giornalista italiano († 1961)
- 1874 - Harry Houdini, illusionista e attore ungherese († 1926)
- 1874 - Max Thomas, ginnasta e multiplista statunitense († 1929)
- 1875 - Billy Burns, giocatore di lacrosse canadese († 1953)
- 1876 - Joseph Lörks, vescovo cattolico e missionario tedesco († 1943)
- 1876 - Giovanni Secchi, pittore italiano († 1950)
- 1876 - Fausto Vagnetti, pittore italiano († 1954)
- 1877 - Jules Rolland, ginnasta francese († 1929)
- 1879 - Stanislao Giacomantonio, compositore italiano († 1923)
- 1879 - Vince Hayes, allenatore di calcio e calciatore inglese († 1964)
- 1879 - Herbert Lang, zoologo tedesco († 1957)
- 1879 - Neyzen Tevfik, poeta e musicista turco († 1953)
- 1879 - Frank Schreiner, pallanuotista statunitense († 1937)
- 1880 - Tom Iredale, zoologo inglese († 1972)
- 1880 - Mattia Limoncelli, avvocato, poeta e politico italiano
- 1880 - Hans von Wartenberg, chimico tedesco († 1960)
- 1881 - Kristian Middelboe, calciatore danese († 1965)
- 1881 - Vasilij Nikolaevič Platov, compositore di scacchi lettone († 1952)
- 1882 - Marcel Lalu, ginnasta francese († 1951)
- 1882 - Gino Marinuzzi, direttore d'orchestra e compositore italiano († 1945)
- 1883 - Enrico Quaresima, linguista italiano († 1969)
- 1883 - Quirino Ruggeri, scultore italiano († 1955)
- 1884 - Charles E. Bowles, politico statunitense († 1957)
- 1884 - Ludvig Dam, nuotatore danese († 1972)
- 1884 - Peter Debye, chimico, fisico e cristallografo olandese († 1966)
- 1884 - Chika Kuroda, chimica giapponese († 1968)
- 1884 - Eugène Tisserant, cardinale, arcivescovo cattolico e orientalista francese († 1972)
- 1884 - Paul Trendelenburg, farmacologo tedesco († 1931)
- 1885 - Giuseppe Amantea, medico e fisiologo italiano († 1966)
- 1885 - Arife Kadriye Sultan, principessa ottomana († 1933)
- 1885 - Dimitrie Cuclin, compositore, insegnante e scrittore rumeno († 1978)
- 1886 - Carlo Felice Buzio, ingegnere, inventore e imprenditore italiano († 1977)
- 1886 - Robert Mallet-Stevens, architetto e designer francese († 1945)
- 1886 - Edward Weston, fotografo statunitense († 1958)
- 1887 - Roscoe Arbuckle, attore, produttore cinematografico e regista statunitense († 1933)
- 1887 - Helge Auleb, militare tedesco († 1964)
- 1887 - Oleg Nikolaevič Frelich, regista cinematografico russo († 1953)
- 1887 - Ireneo Vinciguerra, politico italiano († 1954)
- 1888 - Olaf Jacobsen, ginnasta norvegese († 1969)
- 1888 - Viktor Kingissepp, politico e rivoluzionario estone († 1922)
- 1888 - William Frederic Wake-Walker, ammiraglio britannico († 1945)
- 1888 - Achille d'Havet, generale italiano († 1966)
- 1889 - Alberto Bazzoni, scultore italiano († 1973)
- 1889 - Alexia Bryn, pattinatrice artistica su ghiaccio norvegese († 1983)
- 1889 - Arturo Chiappe, calciatore argentino († 1952)
- 1889 - Joseph N. Ermolieff, produttore cinematografico russo († 1962)
- 1889 - Stephen Goosson, scenografo statunitense († 1973)
- 1889 - Albert Hill, mezzofondista britannico († 1969)
- 1889 - Gustav Unfried, calciatore tedesco († 1917)
- 1890 - Agnes Macphail, politica, giornalista e insegnante canadese († 1954)
- 1890 - Tommaso Cascella, pittore e ceramista italiano († 1968)
- 1890 - Alessandro De Magistris, calciatore italiano († 1970)
- 1890 - Alfonso Gallo, bibliotecario italiano († 1952)
- 1890 - John Northcott, generale australiano († 1966)
- 1890 - Robert Schurrer, velocista francese († 1972)
- 1891 - Rudolf Berthold, aviatore tedesco († 1920)
- 1891 - Vincenzo Giudice, militare italiano († 1944)
- 1891 - Segundo di Santa Teresa, presbitero spagnolo († 1936)
- 1891 - Charley Toorop, pittrice olandese († 1955)
- 1891 - Sergej Ivanovič Vavilov, fisico sovietico († 1951)
- 1892 - Kōsō Abe, ammiraglio giapponese († 1947)
- 1892 - Marston Morse, matematico statunitense († 1977)
- 1892 - Aleksej Dmitrievič Popov, regista cinematografico russo († 1961)
- 1892 - William Raeside, allenatore di calcio scozzese († 1964)
- 1892 - Vladimir Stojčev, generale e dirigente sportivo bulgaro († 1990)
- 1893 - Walter Baade, astronomo tedesco († 1960)
- 1893 - Gastone Brilli-Peri, ciclista su strada, pilota motociclistico e pilota automobilistico italiano († 1930)
- 1893 - Marjorie Brierley, psicologa britannica († 1984)
- 1893 - George Sisler, giocatore di baseball e allenatore di baseball statunitense († 1973)
- 1893 - Emmy Sonnemann, attrice tedesca († 1973)
- 1894 - Maria Elia De Seta Pignatelli, nobile e agente segreto italiano († 1968)
- 1894 - Elsa Respighi, compositrice, pianista e scrittrice italiana († 1996)
- 1894 - Alice Rühle-Gerstel, scrittrice e psicologa tedesca († 1943)
- 1895 - Bohuslav Fuchs, architetto e artista ceco († 1972)
- 1895 - Rodolfo Lodi, attore italiano († 1985)
- 1895 - Domenico Nardini, fotografo italiano († 1979)
- 1896 - Gianna Manzini, scrittrice italiana († 1974)
- 1896 - Stefan Rosenbauer, schermidore tedesco († 1967)
- 1897 - Lucia Chase, ballerina, attrice e direttrice artistica statunitense († 1986)
- 1897 - Luciano Jona, politico italiano († 1979)
- 1897 - Theodora Kroeber, scrittrice e antropologa statunitense († 1979)
- 1897 - Wilhelm Reich, medico, psichiatra e psicoanalista austriaco († 1957)
- 1897 - Goffredo di Hohenlohe-Langenburg, principe tedesco († 1960)
- 1898 - Juan de Garchitorena, calciatore e attore filippino († 1983)
- 1898 - Tullo Gramantieri, scrittore, poeta e regista italiano
- 1898 - Berthold Maack, generale tedesco († 1981)
- 1898 - Antonio Mambriani, matematico italiano († 1989)
- 1898 - Miguel Murillo, calciatore boliviano († 1968)
- 1899 - Karl Geyer, allenatore di calcio e calciatore austriaco († 1998)
- 1899 - Mario Gliozzi, fisico e storico della scienza italiano († 1977)
- 1899 - Arthur E. Raymond, ingegnere aeronautico statunitense († 1999)
- 1899 - Kaj af Ekström, pattinatore artistico su ghiaccio svedese († 1943)
- 1900 - Karl-Jesko von Puttkamer, ammiraglio tedesco († 1981)
- 1900 - Ivan Semënovič Kozlovskij, tenore sovietico († 1993)
- 1900 - Augusts Skiltriters, calciatore lettone († 1971)

## XX secolo(942)
- 1901 - Karl Fischer, chimico tedesco († 1958)
- 1901 - Olav Gundersen, calciatore norvegese († 1956)
- 1901 - Nicola Ivanoff, storico dell'arte russo († 1977)
- 1901 - Ub Iwerks, animatore, fumettista e effettista statunitense († 1971)
- 1901 - Roberto Lemmi, pittore, illustratore e fumettista italiano († 1971)
- 1901 - Kim Peacock, attore britannico († 1966)
- 1902 - Victor Bodson, politico lussemburghese († 1984)
- 1902 - Cesare Campioli, politico e imprenditore italiano († 1971)
- 1902 - Thomas E. Dewey, politico statunitense († 1971)
- 1902 - Grace Evelyn Pickford, biologa britannica († 1986)
- 1903 - Adolf Friedrich Johann Butenandt, biochimico tedesco († 1995)
- 1904 - Carlo Daroda, dirigente d'azienda italiano († 1981)
- 1904 - Martin Kosleck, attore tedesco († 1994)
- 1904 - Francesco Marenghi, politico italiano († 1988)
- 1904 - Estanislau de Figueiredo Pamplona, calciatore brasiliano († 1973)
- 1904 - Vincenzo Zucca, politico italiano († 1977)
- 1905 - Karl John, attore tedesco († 1977)
- 1906 - Armando Barrientos, schermidore cubano († 1998)
- 1906 - Charles Debeur, schermidore belga († 1981)
- 1906 - Dwight Macdonald, scrittore, filosofo e sociologo statunitense († 1982)
- 1907 - Lidija Korneevna Čukovskaja, scrittrice e poetessa russa († 1996)
- 1907 - Eugenio Dugoni, politico italiano († 1960)
- 1907 - Arso Jovanović, partigiano e generale jugoslavo († 1948)
- 1907 - Josef Lanzendörfer, bobbista cecoslovacco († 1982)
- 1907 - Lauris Norstad, generale statunitense († 1988)
- 1908 - Angelo Cemmi, notaio e politico italiano († 1980)
- 1908 - Birgit Åkesson, ballerina e coreografa svedese († 2001)
- 1909 - Ladislav Čemický, pittore e grafico slovacco († 2000)
- 1909 - Angelo De Palo, medico e dirigente sportivo italiano († 1977)
- 1909 - Adalbert Deșu, calciatore rumeno († 1937)
- 1909 - Richard Wurmbrand, presbitero rumeno († 2001)
- 1910 - Richard Halsey Best, militare e aviatore statunitense († 2001)
- 1910 - Antonio Bonesini, calciatore italiano († 1973)
- 1910 - Jacques Chailley, compositore e musicologo francese († 1999)
- 1910 - Richard Conte, attore statunitense († 1975)
- 1910 - Franco Lolli, scenografo italiano († 1966)
- 1910 - Eduard Strauss II, direttore d'orchestra austriaco († 1969)
- 1911 - Camila Ashland, attrice statunitense († 2008)
- 1911 - Joseph Barbera, produttore televisivo, produttore cinematografico e regista statunitense († 2006)
- 1911 - Umberto Cerati, mezzofondista italiano († 1994)
- 1911 - Jane Drew, architetta britannica († 1996)
- 1911 - Enrique Jordá, direttore d'orchestra spagnolo († 1996)
- 1911 - Tyler Kent, diplomatico statunitense († 1988)
- 1911 - Oliviero Vojak, calciatore italiano († 1932)
- 1912 - Gennaro Bonsanto, calciatore italiano († 1992)
- 1912 - Sidney W. Fox, biochimico statunitense († 1998)
- 1912 - Dorothy Height, attivista e educatrice statunitense († 2010)
- 1912 - Secondo Magni, ciclista su strada italiano († 1997)
- 1912 - Oskar Rohr, calciatore e antifascista tedesco († 1988)
- 1912 - Aldo Tomassini, scenografo italiano († 1991)
- 1912 - Costantino Trapani, vescovo cattolico italiano († 1988)
- 1913 - Hermann Gramlich, calciatore tedesco († 1942)
- 1913 - Jean Paré, cestista svizzero
- 1913 - Giuseppe Petrilli, politico, politologo e economista italiano († 1999)
- 1914 - Krystyna Krahelska, poetessa e etnografa polacca († 1944)
- 1915 - Peter Bergmann, fisico tedesco († 2002)
- 1915 - Silvano Ceccherini, anarchico e scrittore italiano († 1974)
- 1915 - John Rogers Cox, pittore statunitense († 1990)
- 1915 - Reginald H. Fuller, presbitero, biblista e teologo britannico († 2007)
- 1915 - Gorgeous George, wrestler statunitense († 1963)
- 1915 - Paul Lorenzen, filosofo e matematico tedesco († 1994)
- 1915 - Eugène Martin, pilota automobilistico francese († 2006)
- 1916 - Anna Maria Bottini, attrice italiana († 2020)
- 1916 - José Bódalo, attore spagnolo († 1985)
- 1916 - Harry Blackmore Whittington, paleontologo e docente britannico († 2010)
- 1917 - Constantin Andreou, pittore e scultore greco († 2007)
- 1917 - John Kendrew, biochimico e cristallografo inglese († 1997)
- 1917 - Fantasio Piccoli, regista teatrale italiano († 1981)
- 1917 - Alex Steinweiss, designer statunitense († 2011)
- 1917 - Frank Villard, attore francese († 1980)
- 1918 - Eero Kolehmainen, fondista finlandese († 2013)
- 1919 - Stefan Baretzki, militare tedesco († 1988)
- 1919 - Correia Dias, calciatore portoghese
- 1919 - Lawrence Ferlinghetti, poeta e editore statunitense († 2021)
- 1919 - Vincenzo Volpe, calciatore italiano († 1965)
- 1920 - René Acht, pittore svizzero († 1998)
- 1920 - Cesare Cases, germanista, traduttore e critico letterario italiano († 2005)
- 1920 - Aniello Gentile, glottologo e storico italiano († 2007)
- 1920 - Sven Lundquist, tiratore a segno svedese († 2007)
- 1920 - Carlo Monti, velocista italiano († 2016)
- 1920 - Gene Nelson, ballerino, attore e cantante statunitense († 1996)
- 1921 - Franciszek Blachnicki, presbitero polacco († 1987)
- 1921 - Giorgio Guerrini, politico italiano († 2003)
- 1921 - Wilson Harris, scrittore guyanese († 2018)
- 1921 - Harald Philipp, regista, sceneggiatore e attore tedesco († 1999)
- 1921 - Vittorio Piola, vescovo cattolico italiano († 1993)
- 1921 - Mehdi Rahimi, generale iraniano († 1979)
- 1921 - Hélène Rochas, imprenditrice francese († 2011)
- 1921 - Vasilij Vasil'evič Smyslov, scacchista russo († 2010)
- 1922 - José Cabanis, romanziere, saggista e storico francese († 2000)
- 1922 - Walter Carasso, partigiano, allenatore di calcio e calciatore italiano († 2000)
- 1922 - Sebastiano Di Lorenzo, politico italiano († 2009)
- 1922 - Miguel Gustavo, giornalista, conduttore radiofonico e compositore brasiliano († 1972)
- 1922 - Joseph Milik, presbitero e archeologo polacco († 2006)
- 1922 - Farrokhroo Parsa, politica, attivista e medico iraniana († 1980)
- 1922 - Emilio Pugno, sindacalista e politico italiano († 1995)
- 1922 - Onna White, coreografa e ballerina canadese († 2005)
- 1923 - Roger Anger, architetto francese († 2008)
- 1923 - Valentino Bortoloso, partigiano italiano
- 1923 - Pak Flohr, sportivo indonesiano († 1998)
- 1923 - Francesco Guidolin, sindacalista e politico italiano († 2016)
- 1923 - Murray Hamilton, attore statunitense († 1986)
- 1923 - Brian Naylor, pilota automobilistico britannico († 1989)
- 1923 - Wim van der Voort, pattinatore di velocità su ghiaccio olandese († 2016)
- 1924 - Óscar Avilés, cantante, chitarrista e compositore peruviano († 2014)
- 1924 - Norman Fell, attore statunitense († 1998)
- 1924 - Alberto Oldani, calciatore italiano († 1998)
- 1925 - Lois Andrews, attrice statunitense († 1968)
- 1925 - Dante Drusiani, partigiano italiano († 1944)
- 1925 - József Kozma, cestista ungherese († 1994)
- 1926 - Agnes Baldwin, cestista statunitense († 2001)
- 1926 - Mario Coltorti, medico italiano († 2009)
- 1926 - Desmond Connell, cardinale e arcivescovo cattolico irlandese († 2017)
- 1926 - Dario Fo, drammaturgo, attore e regista italiano († 2016)
- 1926 - Rowena Jackson, ballerina e direttrice artistica neozelandese († 2024)
- 1926 - William Porter, ostacolista statunitense († 2000)
- 1926 - Guillermo Timoner, pistard spagnolo († 2023)
- 1927 - Anna Pellissier, sciatrice alpina italiana († 2017)
- 1927 - Martin Walser, scrittore tedesco († 2023)
- 1928 - Vanessa Brown, attrice austriaca († 1999)
- 1928 - Otello Ceccato, pittore italiano († 2014)
- 1928 - Umberto Cuttica, dirigente d'azienda italiano († 2023)
- 1928 - Jack Garrick, ittiologo neozelandese († 2018)
- 1928 - Byron Janis, pianista statunitense († 2024)
- 1928 - Claudio Mancini, produttore cinematografico italiano († 2024)
- 1928 - Christian Poncelet, politico francese († 2020)
- 1928 - Annunziata Scipione, pittrice e scultrice italiana († 2018)
- 1928 - Mario Sereni, baritono italiano († 2015)
- 1929 - Luciano Marrucci, presbitero, scrittore e docente italiano († 2015)
- 1929 - P'et're Mshvenieradze, pallanuotista sovietico († 2003)
- 1930 - David Dacko, politico centrafricano († 2003)
- 1930 - Agustín González, attore spagnolo († 2005)
- 1930 - Cristóbal Halffter, compositore e direttore d'orchestra spagnolo († 2021)
- 1930 - Kenneth Nelson, attore statunitense († 1993)
- 1930 - Steve McQueen, attore statunitense († 1980)
- 1930 - Bob Priddy, cestista statunitense († 2021)
- 1930 - Elisabeth Rechlin, pallanuotista tedesca († 2021)
- 1930 - Ed Sanders, pugile statunitense († 1954)
- 1930 - Ken Whitfield, calciatore inglese († 1995)
- 1931 - Connie Hines, attrice statunitense († 2009)
- 1931 - Zaur K'aloevi, calciatore sovietico († 1997)
- 1931 - Thelma Kalama, nuotatrice statunitense († 1999)
- 1931 - Renzo Orrù, fumettista, illustratore e pittore italiano († 2013)
- 1931 - Lietta Tornabuoni, giornalista e critica cinematografica italiana († 2011)
- 1932 - Lodewijk van den Berg, ingegnere e astronauta olandese († 2022)
- 1932 - Edoardo Cernuschi, attivista italiano († 2001)
- 1932 - Christian Godard, fumettista e illustratore francese († 2024)
- 1932 - Stelio Nardini, generale italiano († 2016)
- 1933 - Arturo Cacciamani, cestista argentino († 2020)
- 1933 - Philomena Lee, attivista irlandese
- 1933 - Lee Mendelson, produttore cinematografico statunitense († 2019)
- 1933 - Gabriella Olla Repetto, archivista italiana († 2020)
- 1933 - William Smith, attore statunitense († 2021)
- 1933 - Shigeo Yaegashi, calciatore giapponese († 2011)
- 1934 - Luiz Vicente Bernetti, vescovo cattolico italiano († 2017)
- 1934 - Inos Biffi, teologo italiano
- 1934 - Maciej Giertych, politico polacco
- 1934 - James Glimm, matematico statunitense
- 1934 - Giulia Lazzarini, attrice italiana
- 1934 - Ryszard Zub, schermidore polacco († 2015)
- 1935 - Rodney Bennett, regista britannico († 2017)
- 1935 - Mary Berry, cuoca, scrittrice e conduttrice televisiva inglese
- 1935 - Peter Bichsel, scrittore svizzero († 2025)
- 1935 - Gian Butturini, fotoreporter e regista italiano († 2006)
- 1935 - Carol Kaye, musicista statunitense
- 1935 - Peret, cantante spagnolo († 2014)
- 1935 - Ivica Rajković, direttore della fotografia croato († 2024)
- 1935 - Gabriele Sboarina, politico italiano
- 1936 - Alex Olmedo, tennista peruviano († 2020)
- 1936 - Vitale Robaldo, politico italiano († 1983)
- 1936 - David Suzuki, ambientalista e attivista canadese
- 1936 - László Szabó, attore, regista e sceneggiatore ungherese
- 1937 - Elazar Benyoëtz, scrittore israeliano
- 1937 - Lynn Borden, attrice statunitense († 2015)
- 1937 - Alessandro Cappabianca, architetto, critico d'arte e critico cinematografico italiano († 2025)
- 1937 - Antonio Franco, arcivescovo cattolico italiano
- 1937 - Frits Lambrechts, attore, doppiatore e musicista olandese
- 1937 - Benjamin Luxon, baritono britannico († 2024)
- 1937 - Francesco Martino, politico italiano († 2017)
- 1937 - Serge Mongeau, medico, scrittore e politico canadese († 2025)
- 1937 - Moysés Blás, ex cestista brasiliano
- 1937 - Lloyd Erskine Sandiford, politico e diplomatico barbadiano († 2023)
- 1937 - Billy Stewart, cantante, batterista e pianista statunitense († 1970)
- 1938 - Renato Benaglia, calciatore e allenatore di calcio italiano († 2023)
- 1938 - Alan Collier, ex calciatore inglese
- 1938 - Holger Czukay, compositore e bassista tedesco († 2017)
- 1938 - Salvatore Enrico Failla, musicologo, musicista e compositore italiano († 2008)
- 1938 - Vittorino Girardi, vescovo cattolico italiano
- 1938 - Ian Hamilton, poeta e critico letterario britannico († 2001)
- 1938 - David Irving, saggista britannico
- 1938 - Helena Kallianiotes, attrice e ex ballerina greca
- 1938 - Kent Kresa, dirigente d'azienda statunitense
- 1938 - Larry Wilson, giocatore di football americano statunitense († 2020)
- 1938 - Valentino Zeichen, scrittore e poeta italiano († 2016)
- 1939 - Lynda Baron, attrice britannica († 2022)
- 1939 - Lorenzo Gianotti, politico italiano
- 1939 - Ian Lawson, calciatore inglese († 2024)
- 1939 - Bob Mackie, stilista e costumista statunitense
- 1939 - Bruce Montague, attore britannico († 2022)
- 1939 - Carlos Sérgio Rosa Martins, ex arbitro di calcio brasiliano
- 1939 - Wiktor Wysoczański, vescovo vetero-cattolico polacco († 2023)
- 1940 - Gianfredo Camesi, pittore e scultore svizzero
- 1940 - Mario Guarino, scrittore e giornalista italiano
- 1940 - Patrick Hanks, lessicografo e linguista britannico († 2024)
- 1940 - Don Jardine, wrestler canadese († 2006)
- 1940 - Per-Ola Lindberg, nuotatore svedese († 2022)
- 1940 - Pasquale Natuzzi, imprenditore italiano
- 1941 - Cinzia, cantante italiana († 2022)
- 1941 - Pasquale Diglio, politico italiano
- 1941 - Michael Masser, compositore e produttore discografico statunitense († 2015)
- 1941 - Mauricio Ocampo, ex nuotatore messicano
- 1941 - Giovanni Perari, politico italiano († 1987)
- 1942 - Jiří Ammer, ex cestista e allenatore di pallacanestro cecoslovacco
- 1942 - Giorgio Baiocchi, scacchista italiano
- 1942 - Giuseppe Demitry, politico italiano
- 1942 - Jaroslava Jehličková, ex mezzofondista cecoslovacca
- 1942 - Luis Köster, cestista uruguaiano († 2021)
- 1942 - Roberto Lavagna, politico e economista argentino
- 1942 - Art Robinson, biochimico e politico statunitense
- 1942 - John Sulston, biologo britannico († 2018)
- 1942 - Ján Zlocha, calciatore cecoslovacco († 2013)
- 1943 - Tony Calleja, ex calciatore maltese
- 1943 - Martin Lancaster, politico statunitense
- 1943 - Hilde Lauer, ex canoista rumena
- 1943 - Lourdes Ortiz Sánchez, scrittrice e drammaturga spagnola
- 1943 - Billy Wilkinson, calciatore inglese († 1996)
- 1944 - R. Lee Ermey, militare e attore statunitense († 2018)
- 1944 - Han Myeong-sook, politica sudcoreana
- 1944 - Rebecca Horn, scultrice, regista e performance artist tedesca († 2024)
- 1944 - Jutta Kammann, attrice tedesca
- 1944 - Vojislav Koštunica, politico serbo
- 1944 - Donald Manzullo, politico statunitense
- 1944 - Alcides Sosa, ex calciatore paraguaiano
- 1945 - Robert Bakker, paleontologo statunitense
- 1945 - Jacky Chazalon, ex cestista francese
- 1945 - Franco Cortinovis, ex ciclista su strada italiano
- 1945 - Pierre-Marie Dioudonnat, editore e storico francese
- 1945 - Vincenzo Fantò, politico italiano
- 1945 - Steve Fisher, allenatore di pallacanestro statunitense
- 1945 - Franco Fontana, allenatore di calcio e ex calciatore italiano
- 1945 - Ola Håkansson, cantante, paroliere e produttore discografico svedese
- 1945 - Ian Hanmore, attore britannico
- 1945 - Curtis Hanson, regista, sceneggiatore e produttore cinematografico statunitense († 2016)
- 1945 - Bobbi Johnson, modella statunitense
- 1945 - Patrick Malahide, attore britannico
- 1945 - Luigi Marrucci, vescovo cattolico italiano († 2023)
- 1945 - Alexander Morton, attore scozzese
- 1945 - Nilo Riva, dirigente sportivo, hockeista su ghiaccio e ingegnere italiano († 2012)
- 1945 - Carmen Scivittaro, attrice e drammaturga italiana († 2022)
- 1945 - Roman Ubakivi, allenatore di calcio e ex calciatore estone
- 1946 - Klaus Dinger, batterista tedesco († 2008)
- 1946 - Maurizio Gori, ex calciatore italiano
- 1946 - Alois Jagodic, ex calciatore austriaco
- 1946 - Giancarlo Morelli, ex calciatore italiano
- 1946 - Colin Petersen, batterista australiano († 2024)
- 1947 - Jean-Christophe Bouvet, attore francese
- 1947 - Paul Cartledge, storico inglese
- 1947 - Pierre Dieudonné, pilota automobilistico belga
- 1947 - Dennis Erickson, allenatore di football americano statunitense
- 1947 - Federico Fazzuoli, conduttore televisivo e sceneggiatore italiano
- 1947 - Archie Gemmill, ex calciatore e allenatore di calcio scozzese
- 1947 - Mick Jones, allenatore di calcio e calciatore inglese († 2022)
- 1947 - Meiko Kaji, cantante e attrice giapponese
- 1947 - Jorge Martínez, attore argentino
- 1947 - Vinod Mishra, politico e rivoluzionario indiano († 1998)
- 1947 - Stefan Reško, ex calciatore sovietico
- 1947 - Alan Weisman, scrittore e giornalista statunitense
- 1948 - Shraga Bar, ex calciatore israeliano
- 1948 - Francesco Brignani, allenatore di calcio e calciatore italiano († 1993)
- 1948 - Volker Finke, ex calciatore e allenatore di calcio tedesco
- 1948 - Anatoli Krikun, ex cestista sovietico
- 1948 - Jerzy Kukuczka, alpinista polacco († 1989)
- 1948 - Herbert Lütkebohmert, calciatore tedesco († 1993)
- 1948 - Delio Onnis, ex calciatore e allenatore di calcio italiano
- 1948 - Angelo Santori, politico italiano
- 1948 - Evgenij Telišev, pittore russo
- 1949 - Angela Bellei Trenti, politica italiana
- 1949 - Viv Busby, calciatore inglese († 2024)
- 1949 - Giovanni Lorenzo Forcieri, politico italiano
- 1949 - Mike Hill, montatore statunitense († 2023)
- 1949 - Tabitha Jane Spruce, scrittrice e fotografa statunitense
- 1949 - Erwin Kremers, ex calciatore tedesco
- 1949 - Helmut Kremers, ex calciatore tedesco
- 1949 - Ruud Krol, allenatore di calcio e ex calciatore olandese
- 1949 - Nick Lowe, cantautore, musicista e produttore discografico britannico
- 1949 - Ali Akbar Salehi, politico e diplomatico iraniano
- 1949 - Ranil Wickremesinghe, politico singalese
- 1950 - Rafael Cañizares, ex cestista cubano
- 1950 - Birk Engstrøm, ex calciatore norvegese
- 1950 - Guglielmo Epifani, sindacalista e politico italiano († 2021)
- 1950 - Enrico Ganni, traduttore italiano († 2020)
- 1950 - Ann Kirkpatrick, politica e avvocato statunitense
- 1950 - Edward Jonathan Lowe, filosofo britannico († 2014)
- 1950 - Angelo Vincenzo Zani, arcivescovo cattolico italiano
- 1951 - Eliana Bouchard, scrittrice italiana
- 1951 - Aurelia Bubisutti, politica italiana
- 1951 - Valerij Il'ič Chodemčuk, ingegnere sovietico († 1986)
- 1951 - Tommy Hilfiger, stilista statunitense
- 1951 - Lilija Jankova, ex cestista bulgara
- 1951 - Dušan Kéketi, ex calciatore cecoslovacco
- 1951 - Maria Licciardi, mafiosa italiana
- 1951 - Kenneth Reightler, ex astronauta statunitense
- 1951 - Caroline Series, matematica inglese
- 1951 - Dougie Thomson, bassista britannico
- 1951 - Earl Williams, ex cestista statunitense
- 1951 - Anna Włodarczyk, ex lunghista polacca
- 1952 - Nicholas Campbell, attore canadese
- 1952 - Federico Danti, doppiatore, direttore del doppiaggio e attore italiano
- 1952 - Reinhard Genzel, astrofisico tedesco
- 1952 - Francesco Giunta, cantautore e produttore discografico italiano
- 1952 - Theresa Grentz, ex cestista e allenatrice di pallacanestro statunitense
- 1952 - Quim Monzó, scrittore e saggista spagnolo
- 1952 - Dolora Zajick, mezzosoprano statunitense
- 1953 - Louie Anderson, attore e comico statunitense († 2022)
- 1953 - Martyn Busby, ex calciatore inglese
- 1953 - Otar Gabelia, allenatore di calcio e ex calciatore sovietico
- 1953 - Leonardo Gagliano, fumettista italiano
- 1953 - Eva Kryll, attrice e doppiatrice tedesca
- 1953 - Gabriele Landoni, ex ciclista su strada italiano
- 1953 - Jo Shapcott, poetessa britannica
- 1954 - Mike Braun, politico statunitense
- 1954 - Robert Carradine, attore statunitense
- 1954 - Cristina De Luca, politica italiana
- 1954 - Minoru Maeda, animatore giapponese
- 1954 - Marek Niedźwiecki, giornalista e conduttore radiofonico polacco
- 1954 - Franz Oberacher, ex calciatore austriaco
- 1954 - Jørn Ødegaard, ex calciatore norvegese
- 1954 - Rafael Orozco Maestre, cantautore colombiano († 1992)
- 1954 - Giuseppe Pellicanò, allenatore di calcio e ex calciatore italiano
- 1954 - Donna Pescow, attrice statunitense
- 1954 - Moreno Roggi, procuratore sportivo e ex calciatore italiano
- 1954 - Yasuichi Ōshima, fumettista giapponese
- 1955 - Tor Reidar Brekke, ex calciatore norvegese
- 1955 - Vincenzo Di Giovanni, ex calciatore italiano
- 1955 - Ray Hudson, ex calciatore, allenatore di calcio e giornalista inglese
- 1955 - Charlotte Margiono, soprano olandese
- 1955 - Rick Mitchell, velocista australiano († 2021)
- 1955 - Bill Paterno, ex cestista statunitense
- 1955 - Candy Reynolds, tennista statunitense
- 1955 - Vauro, vignettista, scrittore e opinionista italiano
- 1956 - Steve Abbott, attore, personaggio televisivo e scrittore australiano
- 1956 - Steve Ballmer, imprenditore e informatico statunitense
- 1956 - Włodzimierz Ciołek, ex calciatore polacco
- 1956 - Nico Colonna, editore e direttore artistico italiano
- 1956 - Sonia Lannaman, ex velocista britannica
- 1956 - Mike Phillips, cestista statunitense († 2015)
- 1956 - Gary Plumley, ex calciatore inglese
- 1956 - Peter Shumlin, politico statunitense
- 1956 - Tommaso Ticali, allenatore di atletica leggera italiano
- 1957 - Sophie Barjac, attrice francese
- 1957 - Luciana De Simoni, medaglista italiana
- 1957 - Alphonse Gangitano, mafioso australiano († 1998)
- 1957 - Kaye Hallam, ex tennista australiana
- 1957 - Pierre Harvey, ex ciclista su strada e ex fondista canadese
- 1957 - Scott Horowitz, ex astronauta statunitense
- 1957 - Krzysztof Koziorowicz, ex cestista e allenatore di pallacanestro polacco
- 1957 - Riccardo Marassi, giornalista e vignettista italiano
- 1957 - Patricia Millardet, attrice francese († 2020)
- 1957 - Sílvia Munt, attrice e regista spagnola
- 1958 - Antônio Carlos André, allenatore di calcio e ex calciatore brasiliano
- 1958 - Enzo Decaro, attore, sceneggiatore e cabarettista italiano
- 1958 - Roland Koch, politico tedesco
- 1958 - Patrice Lecornu, calciatore francese († 2023)
- 1958 - Mauro Manzoni, allenatore di calcio e ex calciatore italiano
- 1958 - Lina Savonà, cantante italiana
- 1958 - Mike Woodson, allenatore di pallacanestro e ex cestista statunitense
- 1959 - Angelo Agostini, giornalista e saggista italiano († 2014)
- 1959 - Barry Horowitz, ex wrestler statunitense
- 1959 - Emmit King, velocista statunitense († 2021)
- 1959 - Renaldo Nehemiah, ex ostacolista e giocatore di football americano statunitense
- 1959 - Consuelo Pinto, ex cestista boliviana
- 1960 - Bruno Baseotto, hockeista su ghiaccio e allenatore di hockey su ghiaccio canadese
- 1960 - Giorgio Gori, giornalista, produttore televisivo e politico italiano
- 1960 - Andrej Gur'ev, imprenditore russo
- 1960 - Nena, cantante tedesca
- 1960 - Kelly LeBrock, attrice e modella statunitense
- 1960 - Larry Micheaux, ex cestista statunitense
- 1960 - Grayson Perry, artista inglese
- 1960 - Scott Pruett, ex pilota automobilistico statunitense
- 1960 - Yasser Seirawan, scacchista statunitense
- 1960 - Ni Yulan, avvocato e attivista cinese
- 1961 - Alex Azzopardi, ex calciatore maltese
- 1961 - Franco Ciani, allenatore di pallacanestro italiano
- 1961 - Peter Davenport, allenatore di calcio e ex calciatore inglese
- 1961 - Jorge Faggiano, ex cestista argentino
- 1961 - Maureen O'Toole, ex pallanuotista e allenatrice di pallanuoto statunitense
- 1961 - Gianīs Varoufakīs, economista e politico greco
- 1962 - Kazuki Akane, regista giapponese
- 1962 - Francesco Cesarini, ciclista su strada italiano († 2020)
- 1962 - Carmelo Cuttitta, vescovo cattolico italiano
- 1962 - Márcio Fernandes, allenatore di calcio e ex calciatore brasiliano
- 1962 - Erika Gfrerer, ex sciatrice alpina austriaca
- 1962 - Stewart Home, scrittore, regista e attivista britannico
- 1962 - Star Jones, avvocato, personaggio televisivo e conduttrice televisiva statunitense
- 1962 - Irina Meszynski, ex discobola tedesca
- 1962 - Brian Part, attore e musicista statunitense
- 1962 - Pierdomenico Perata, fisiologo italiano
- 1962 - María Bouzas, attrice spagnola
- 1962 - Renee Rosnes, pianista e compositrice canadese
- 1962 - Roberto Rossi, allenatore di calcio e ex calciatore italiano
- 1962 - Maria Spena, politica italiana
- 1962 - Rita Yahan-Farouz, cantante iraniana
- 1963 - Dave Douglas, trombettista, compositore e produttore discografico statunitense
- 1963 - Lars Elstrup, ex calciatore danese
- 1963 - Sammy Giammalva Jr., ex tennista statunitense
- 1963 - Raimond van der Gouw, allenatore di calcio e ex calciatore olandese
- 1963 - Giorgio Grasso, pilota motociclistico italiano
- 1963 - Iván Morovic, scacchista cileno
- 1963 - Peter Namberger, ex sciatore alpino tedesco
- 1963 - Luca Pellegrini, ex calciatore italiano
- 1963 - Dexter Shouse, ex cestista statunitense
- 1963 - Vadym Tyščenko, allenatore di calcio e calciatore sovietico († 2015)
- 1963 - Torsten Voss, ex multiplista e bobbista tedesco
- 1964 - Maria Luisa Busi, giornalista e conduttrice televisiva italiana
- 1964 - Tatsuyoshi Ishihara, ex pattinatore di short track giapponese
- 1964 - Bart Kofoed, ex cestista statunitense
- 1964 - Matteo Lanza, ex cestista italiano
- 1964 - Oreste Rossi, politico italiano
- 1964 - Hans Schwaier, ex tennista tedesco
- 1964 - Steve Souza, cantante statunitense
- 1965 - Gabriel Estaba, ex cestista venezuelano
- 1965 - Kenny Hillery, bassista statunitense († 1996)
- 1965 - Peter Jacobson, attore statunitense
- 1965 - Patricia Luna, ex cestista peruviana
- 1965 - Camillo Passera, ex ciclista su strada italiano
- 1965 - Liano Petrelli, allenatore di pallavolo e ex pallavolista italiano
- 1965 - Keiko Saito, ex calciatrice giapponese
- 1965 - Patrick Scales, bassista tedesco
- 1965 - Elisabetta Spinelli, doppiatrice e direttrice del doppiaggio italiana
- 1965 - Stefano Spremberg, ex canottiere italiano
- 1965 - Steve Stivers, politico e generale statunitense
- 1965 - The Undertaker, ex wrestler statunitense
- 1965 - Marián Vajda, allenatore di tennis e ex tennista cecoslovacco
- 1965 - Peter Öttl, pilota motociclistico tedesco
- 1966 - Chen Wei-Chen, ex giocatore di baseball taiwanese
- 1966 - Fabrizio Comba, politico italiano
- 1966 - Francisco Javier Cruz, ex calciatore messicano
- 1966 - Floyd Heard, ex velocista statunitense
- 1966 - Erling Jevne, ex fondista norvegese
- 1966 - Gigliola Staffilani, matematica italiana
- 1966 - Penny Toler, ex cestista, allenatrice di pallacanestro e dirigente sportiva statunitense
- 1967 - Mark Anthony, ex attore pornografico britannico
- 1967 - Franck Badiou, ex tiratore a segno francese
- 1967 - Félix Brítez Román, ex calciatore paraguaiano
- 1967 - Philippe d'Encausse, ex astista francese
- 1967 - Roberto Ferrari, ex altista italiano
- 1967 - Gianluca Guidi, cantante, attore e regista teatrale italiano
- 1967 - Keiichi Kitagawa, pilota motociclistico giapponese
- 1967 - Kwame Kwei-Armah, attore, drammaturgo e cantante britannico
- 1967 - René Leigue Cesari, arcivescovo cattolico boliviano
- 1967 - Minna Luostarinen, ex cestista finlandese
- 1967 - Goran Parlov, fumettista croato
- 1967 - Katia Polletin, attrice e architetto austriaca
- 1967 - Kathy Rinaldi, allenatrice di tennis e ex tennista statunitense
- 1967 - Diann Roffe, ex sciatrice alpina statunitense
- 1968 - José Francisco Altur, allenatore di tennis e ex tennista spagnolo
- 1968 - Cristiano Barbarossa, autore televisivo e regista italiano
- 1968 - Sabino Chialà, monaco cristiano, teologo e biblista italiano
- 1968 - Megan Delehanty, ex canottiera canadese
- 1968 - Alio Die, musicista italiano
- 1968 - Olivier Fayssat, politico francese
- 1968 - Wanda Ferro, politica italiana
- 1968 - Corrado Formigli, giornalista, autore televisivo e conduttore televisivo italiano
- 1968 - El Chamo Gabriel, cantautore venezuelano
- 1968 - Antonio Karmona, ex calciatore spagnolo
- 1968 - Jesús Rodríguez, ex calciatore venezuelano
- 1968 - Stefania Stanzani, ex cestista italiana
- 1968 - Gyöngyi Szalay-Horváth, schermitrice ungherese († 2017)
- 1969 - Stephan Eberharter, ex sciatore alpino austriaco
- 1969 - Houston, ex attrice pornografica statunitense
- 1969 - Kuo Lee Chien-Fu, ex giocatore di baseball taiwanese
- 1969 - Maria Benvinda Levy, politica mozambicana
- 1969 - Kōnstantinos Loudīs, ex pallanuotista e allenatore di pallanuoto greco
- 1969 - Ilir Meta, politico albanese
- 1969 - Luís Oliveira, allenatore di calcio e ex calciatore brasiliano
- 1969 - José Luis Oltra, allenatore di calcio e ex calciatore spagnolo
- 1969 - Yūshi Ozaki, ex calciatore giapponese
- 1969 - Ryszard Wolny, ex lottatore polacco
- 1969 - Janelson Carvalho, ex pallavolista brasiliano
- 1970 - Lauren Bowles, attrice statunitense
- 1970 - Marques Bragg, ex cestista statunitense
- 1970 - Camille Camille, musicista e violinista estone
- 1970 - Massimo Coglitore, regista italiano
- 1970 - Sharon Corr, cantautrice, musicista e compositrice irlandese
- 1970 - Christopher Daniels, ex wrestler statunitense
- 1970 - Lara Flynn Boyle, attrice statunitense
- 1970 - Igor Gianola, chitarrista svizzero
- 1970 - Saverio Lanza, musicista, compositore e produttore discografico italiano
- 1970 - Lukáš Pollert, ex canoista ceco
- 1970 - Brett Roberts, ex cestista e ex giocatore di baseball statunitense
- 1970 - Konstantin Ušakov, allenatore di pallavolo e ex pallavolista russo
- 1970 - Mike Vanderjagt, giocatore di football americano canadese
- 1971 - Masao Azuma, pilota motociclistico giapponese
- 1971 - Giancarlo De Biasi, comico italiano
- 1971 - Daniele Gonciaruk, attore e regista italiano
- 1971 - Tig Notaro, comica, attrice e sceneggiatrice statunitense
- 1971 - Scarlet Page, fotografa inglese
- 1971 - Victoria Prentis, politica britannica
- 1971 - Megyn Price, attrice statunitense
- 1971 - Tiziano Ramon, ex calciatore italiano
- 1971 - Valerij Solodčuk, generale russo
- 1971 - Patrik Ćavar, ex pallamanista croato
- 1972 - Christophe Dugarry, ex calciatore francese
- 1972 - Barbara Lah, ex triplista italiana
- 1972 - Marko Perović, ex calciatore serbo
- 1972 - Ibrahim Tankary, ex calciatore nigerino
- 1972 - José Yates, ex calciatore cileno
- 1973 - Jacek Bąk, ex calciatore polacco
- 1973 - Steve Corica, allenatore di calcio e ex calciatore australiano
- 1973 - Marcelo Delgado, allenatore di calcio e ex calciatore argentino
- 1973 - Mette Jacobsen, ex nuotatrice danese
- 1973 - Stefan Merriman, pilota motociclistico australiano
- 1973 - Craig G, rapper statunitense
- 1973 - Maja Palaveršić, ex tennista croata
- 1973 - Debbie-Ann Parris, ex ostacolista e velocista giamaicana
- 1973 - Jim Parsons, attore e produttore televisivo statunitense
- 1973 - Ville Peltonen, ex hockeista su ghiaccio finlandese
- 1973 - Sakura Tange, doppiatrice e cantante giapponese
- 1973 - Sylwia Wlaźlak, ex cestista polacca
- 1974 - Daniel Chiriță, ex calciatore rumeno
- 1974 - Marek Citko, ex calciatore polacco
- 1974 - Micha Djorkaeff, allenatore di calcio e ex calciatore francese
- 1974 - Alyson Hannigan, attrice e doppiatrice statunitense
- 1974 - Sergej Kljugin, ex altista russo
- 1974 - Jacob Lekgetho, calciatore sudafricano († 2008)
- 1974 - Suad Liçi, ex calciatore albanese
- 1974 - Jeff Myers, ex cestista statunitense
- 1974 - Kevin Sullivan, mezzofondista canadese
- 1975 - Frédérique Bel, attrice, doppiatrice e modella francese
- 1975 - Brennan Elliott, attore canadese
- 1975 - Marc Gagnon, ex pattinatore di short track canadese
- 1975 - Thomas Johansson, allenatore di tennis e ex tennista svedese
- 1975 - Albin Kurti, attivista e politico kosovaro
- 1975 - Lucía Lacarra, ballerina spagnola
- 1975 - Vedran Madžar, allenatore di calcio e ex calciatore croato
- 1975 - Chiara Milanesi, ultramaratoneta italiana
- 1975 - Elena Radu, ex canoista romena
- 1975 - Davor Vugrinec, ex calciatore croato
- 1975 - Vicente Zambada, criminale messicano
- 1976 - Michel Boulos, schermidore canadese
- 1976 - Aaron Brooks, ex giocatore di football americano statunitense
- 1976 - Aliou Cissé, allenatore di calcio e ex calciatore senegalese
- 1976 - Sabuton John, ex calciatore britannico
- 1976 - Athanasios Kōstoulas, ex calciatore greco
- 1976 - Diego Lerman, produttore cinematografico, regista cinematografico e sceneggiatore argentino
- 1976 - Peyton Manning, ex giocatore di football americano statunitense
- 1976 - Kęstutis Marčiulionis, ex cestista lituano
- 1976 - Devis Miorin, ex ciclista su strada italiano
- 1976 - Ivajlo Petkov, ex calciatore bulgaro
- 1976 - Luca Rossetti, pilota di rally italiano
- 1976 - Pietro Vassalli, ingegnere italiano
- 1977 - Michele Bertocchi, conduttore televisivo e autore televisivo italiano
- 1977 - Cristian Bresciani, ex giocatore di calcio a 5 argentino
- 1977 - Olivia Burnette, attrice statunitense
- 1977 - Ditmir Bushati, politico albanese
- 1977 - Jessica Chastain, attrice e produttrice cinematografica statunitense
- 1977 - Jason Dufner, golfista statunitense
- 1977 - Natalie Hemby, paroliera e cantautrice statunitense
- 1977 - Leslie Kritzer, attrice e cantante statunitense
- 1977 - Ferran Laviña, ex cestista spagnolo
- 1977 - Matthew Lopez, drammaturgo, sceneggiatore e regista statunitense
- 1977 - Hiroaki Miura, doppiatore giapponese
- 1977 - Vsevolod Romanenko, ex calciatore ucraino
- 1977 - Darko Spalević, ex calciatore kosovaro
- 1978 - Amir Arison, attore statunitense
- 1978 - Dikilu Bageta, ex calciatore della Repubblica Democratica del Congo
- 1978 - Valentina Beotti, attrice italiana
- 1978 - Amanda Brugel, attrice canadese
- 1978 - Chiara Cainero, tiratrice a volo italiana
- 1978 - Josef Dvorník, calciatore ceco
- 1978 - Simone Galli, ex sciatore freestyle italiano
- 1978 - Bertrand Gille, ex pallamanista e dirigente sportivo francese
- 1978 - Sašo Lazarevski, ex calciatore macedone
- 1978 - Philip Manyim, ex maratoneta e siepista keniota
- 1978 - Gediminas Mažeika, arbitro di calcio lituano
- 1978 - Nicole Mustilli, schermitrice statunitense
- 1978 - Park So-hee, fumettista sudcoreana
- 1978 - Caroline Pellat-Finet, ex sciatrice alpina francese
- 1978 - Gorka Pintado, ex calciatore spagnolo
- 1978 - Mohamed Sahli, allenatore di calcio tunisino
- 1978 - Luca Scherani, musicista e compositore italiano
- 1978 - Monika Soćko, scacchista polacca
- 1978 - Tomáš Ujfaluši, dirigente sportivo e ex calciatore ceco
- 1978 - José Valverde, giocatore di baseball dominicano
- 1978 - Cindy Watson, ex tennista australiana
- 1979 - Jean-Marie Agathine, ex calciatore francese
- 1979 - Adam Andretti, pilota automobilistico statunitense
- 1979 - Tony Bedeau, calciatore grenadino († 2025)
- 1979 - Jonas Bjurström, ex calciatore svedese
- 1979 - Anna Gawrońska, calciatrice e allenatrice di calcio polacca
- 1979 - Michael Gufler, allenatore di sci alpino e ex sciatore alpino italiano
- 1979 - Emraan Hashmi, attore indiano
- 1979 - Jostein Hasselgård, cantante norvegese
- 1979 - Fernando Higgs, ex rugbista a 15 argentino
- 1979 - Periklīs Iakōvakīs, ostacolista greco
- 1979 - Domenico Marcario, ex cestista e allenatore di pallacanestro canadese
- 1979 - Donncha O'Callaghan, ex rugbista a 15 irlandese
- 1979 - Danny Pate, ex ciclista su strada statunitense
- 1979 - Lake Bell, attrice, regista e sceneggiatrice statunitense
- 1979 - Oral Bee, rapper norvegese
- 1979 - Bibiana Steinhaus, ex arbitro di calcio tedesca
- 1979 - Paweł Storożyński, ex cestista polacco
- 1980 - Ramzi Abid, ex hockeista su ghiaccio canadese
- 1980 - Rashed Al-Dosari, calciatore bahreinita
- 1980 - Gianluca Bollini, dirigente sportivo e ex calciatore sammarinese
- 1980 - Marcelo Ramiro Camacho, ex calciatore brasiliano
- 1980 - Antonio Capuozzo, giocatore di calcio a 5 italiano († 2020)
- 1980 - Cándido Carrera, copilota di rally spagnolo
- 1980 - Luke Edwards, attore statunitense
- 1980 - Michelle Greco, ex cestista statunitense
- 1980 - Stavrion Lako, ex calciatore albanese
- 1980 - Nancy Scozzari, ex cestista italiana
- 1980 - Jobey Thomas, ex cestista statunitense
- 1980 - Rodolfo Valenti, ex cestista italiano
- 1980 - Anastasios Venetīs, ex calciatore greco
- 1980 - Eric Vernan, ex calciatore giamaicano
- 1981 - Mike Adams, ex giocatore di football americano statunitense
- 1981 - Khalid Ali, ex calciatore emiratino
- 1981 - Orestes Júnior Alves, ex calciatore brasiliano
- 1981 - Ryan Atoe, ex giocatore di football americano statunitense
- 1981 - Simona Ballardini, allenatrice di pallacanestro e ex cestista italiana
- 1981 - Anna Brüggemann, attrice e sceneggiatrice tedesca
- 1981 - Paolo Ficara, politico italiano
- 1981 - Neil Grayston, attore canadese
- 1981 - Patrick Kisnorbo, allenatore di calcio e ex calciatore australiano
- 1981 - Mark Looms, ex calciatore olandese
- 1981 - Pavel Lyžyn, ex pesista e discobolo bielorusso
- 1981 - Michihiro Ogawa, ex giocatore di football americano giapponese
- 1981 - Gary Paffett, ex pilota automobilistico britannico
- 1981 - Martin Rios, giocatore di curling svizzero
- 1981 - Dan Thomassen, allenatore di calcio e ex calciatore danese
- 1981 - Michael Turnbull, ex calciatore australiano
- 1981 - Adam Wheeler, ex lottatore statunitense
- 1981 - Philip Winchester, attore statunitense
- 1982 - Fernanda Castillo, attrice e modella messicana
- 1982 - Mariano Donda, ex calciatore argentino
- 1982 - Epico, wrestler portoricano
- 1982 - Rafael Farias Tavares, ex calciatore brasiliano
- 1982 - Jake Hager, ex wrestler e ex artista marziale misto statunitense
- 1982 - Eriko Hatsune, attrice giapponese
- 1982 - Jimmy Hempte, allenatore di calcio e ex calciatore belga
- 1982 - David Mulligan, calciatore neozelandese
- 1982 - James Napier, regista e sceneggiatore neozelandese
- 1982 - Nivea, cantante statunitense
- 1982 - Ai Ōtomo, ex pallavolista giapponese
- 1982 - Eddie Peng, attore taiwanese
- 1982 - Fourie du Preez, ex rugbista a 15 sudafricano
- 1982 - Rocky Siberie, calciatore olandese
- 1982 - Mario Wolfinger, ex calciatore liechtensteinese
- 1983 - Dmitrij Belorukov, allenatore di calcio e ex calciatore russo
- 1983 - Luca Ceccarelli, allenatore di calcio e ex calciatore italiano
- 1983 - Cristiano Del Grosso, allenatore di calcio e ex calciatore italiano
- 1983 - Aleksej Alekseevič Erëmenko, ex calciatore russo
- 1983 - Roman Fischer, calciatore ceco
- 1983 - T.J. Ford, ex cestista statunitense
- 1983 - Laura Lion, ex attrice pornografica ceca
- 1983 - Josh Neer, artista marziale misto statunitense
- 1983 - Gianluca Patricelli, ex pallanuotista italiano
- 1983 - Claudia Pigliapoco, schermitrice italiana
- 1983 - Karim Saidi, ex calciatore tunisino
- 1983 - Hörður Sveinsson, ex calciatore islandese
- 1983 - Luísa Tomás, ex cestista angolana
- 1983 - Mark Uhatahi, allenatore di calcio e ex calciatore tongano
- 1983 - Nerea Uriagereka, ex calciatrice spagnola
- 1983 - Mailín Vargas, pesista cubana
- 1984 - Suleiman Al-Obaid, calciatore palestinese († 2025)
- 1984 - Benoît Assou-Ekotto, ex calciatore camerunese
- 1984 - Chris Bosh, ex cestista statunitense
- 1984 - Charley Crockett, cantautore statunitense
- 1984 - Ifeanyi Emeghara, ex calciatore nigeriano
- 1984 - Ismael Falcón, ex calciatore spagnolo
- 1984 - Jungo Fujimoto, ex calciatore giapponese
- 1984 - Han Chae-ah, attrice sudcoreana
- 1984 - József Kanta, ex calciatore ungherese
- 1984 - Ivan Kružliak, arbitro di calcio slovacco
- 1984 - Jacopo Marin, velocista italiano
- 1984 - Nicolas Mayer, schermidore canadese
- 1984 - Park Bom, cantante sudcoreana
- 1984 - Philipp Petzschner, ex tennista tedesco
- 1984 - Davis Tarwater, nuotatore statunitense
- 1984 - Kénold Versailles, ex calciatore haitiano
- 1984 - Roman Vorob'ëv, ex calciatore russo
- 1985 - Gabriel Achilier, calciatore ecuadoriano
- 1985 - Blanco Brown, cantante e produttore discografico statunitense
- 1985 - Haruka Ayase, attrice, cantante e modella giapponese
- 1985 - Jakub Chleboun, calciatore ceco
- 1985 - Kevin Corre, ex cestista francese
- 1985 - Lauren Ervin, ex cestista statunitense
- 1985 - Frederico Gil, tennista portoghese
- 1985 - John Greco, ex giocatore di football americano statunitense
- 1985 - Lana, wrestler statunitense
- 1985 - Ergün Metin, attore turco
- 1985 - Nicolae Mitea, ex calciatore romeno
- 1985 - Dominic Olney, giocatore di football americano britannico
- 1985 - Park Byung-joo, ex calciatore sudcoreano
- 1985 - Valentina Rania, pallavolista italiana
- 1985 - Sayaka Hirano, tennistavolista giapponese
- 1985 - Vadim Steklov, ex calciatore russo
- 1985 - Jairo Suárez, ex calciatore colombiano
- 1985 - Jeremy Zag, produttore cinematografico, imprenditore e compositore francese
- 1986 - Jérôme Brisard, arbitro di calcio francese
- 1986 - Nathalia Dill, attrice brasiliana
- 1986 - Dylan Hartley, ex rugbista a 15 neozelandese
- 1986 - Kōhei Hirate, pilota automobilistico giapponese
- 1986 - Paul Koulibaly, ex calciatore burkinabé
- 1986 - Pan Pierre Koulibaly, calciatore burkinabé
- 1986 - Lucie Lucas, attrice e modella francese
- 1986 - Matthias Martelli, attore teatrale e drammaturgo italiano
- 1986 - Anthony McMahon, allenatore di calcio e ex calciatore inglese
- 1986 - Tshitenge Mukandila, calciatore della Repubblica Democratica del Congo († 2010)
- 1986 - Anxhela Peristeri, cantante albanese
- 1986 - Pavel Trenichin, velocista russo
- 1986 - Jacob Varner, lottatore statunitense
- 1987 - Yuma Asami, attrice, cantante e ex attrice pornografica giapponese
- 1987 - Garfield Blair, ex cestista statunitense
- 1987 - Hao Junmin, calciatore cinese
- 1987 - Franziska Hildebrand, biatleta tedesca
- 1987 - Michael Jamtfall, calciatore norvegese
- 1987 - Billy Jones, ex calciatore inglese
- 1987 - Joe Krabbenhoft, ex cestista e allenatore di pallacanestro statunitense
- 1987 - William MacAskill, filosofo scozzese
- 1987 - Chouseïn Moumin, calciatore greco
- 1987 - Park Jeong-min, attore sudcoreano
- 1987 - Benjamin Savšek, canoista sloveno
- 1987 - María Valverde, attrice spagnola
- 1987 - Serhij Voronin, calciatore ucraino
- 1987 - J.D. Walton, giocatore di football americano statunitense
- 1987 - Ruslan Zacharov, pattinatore di short track e pattinatore di velocità su ghiaccio russo
- 1987 - Ramires, ex calciatore brasiliano
- 1988 - Housain Al-Mogahwi, calciatore saudita
- 1988 - Jean-Guillaume Béatrix, ex biatleta francese
- 1988 - Carmen Di Lauro, politica italiana
- 1988 - Aiga Grabuste, multiplista lettone
- 1988 - Cody Hawkins, ex giocatore di football americano e allenatore di football americano statunitense
- 1988 - Keaton Henson, musicista, poeta e artista inglese
- 1988 - Finn Jones, attore britannico
- 1988 - Nick Lashaway, attore statunitense († 2016)
- 1988 - Thor Chuan Leong, giocatore di snooker malese
- 1988 - Klaas Lodewyck, dirigente sportivo e ex ciclista su strada belga
- 1988 - Azrack Mahamat, ex calciatore francese
- 1988 - Matías Martínez, ex calciatore argentino
- 1988 - Iveta Putalová, velocista slovacca
- 1988 - John Anders Rise, dirigente sportivo e calciatore norvegese
- 1988 - Chris Roberts, ex cestista statunitense
- 1988 - Christian Santos, calciatore venezuelano
- 1988 - Henry Speight, rugbista a 15 figiano
- 1988 - Matt Todd, rugbista a 15 neozelandese
- 1988 - Jordan Webb, ex calciatore canadese
- 1989 - Yaseen Al-Bakhit, calciatore giordano
- 1989 - Anthony Borelli, ex hockeista su ghiaccio statunitense
- 1989 - Thiago Carleto, ex calciatore brasiliano
- 1989 - Omer Damari, ex calciatore israeliano
- 1989 - Chiara Frontini, politica italiana
- 1989 - Kazuto Ioka, pugile giapponese
- 1989 - Jonas Lenherr, sciatore freestyle svizzero
- 1989 - Jonas Lindberg, calciatore svedese
- 1989 - Lindita, cantante kosovara
- 1989 - José Antonio Marco, cestista spagnolo
- 1989 - Nelson Mokwena, ex giocatore di football americano tedesco
- 1989 - Mario Ortiz Ruiz, calciatore spagnolo
- 1989 - Ronivaldo, calciatore brasiliano
- 1989 - Andrej Sergeevič Semënov, ex calciatore russo
- 1989 - Deborah van Daelen, ex pallavolista olandese
- 1990 - Marko Bates, giocatore di football americano e allenatore di football americano serbo
- 1990 - Raven Bowens, attrice statunitense
- 1990 - Keisha Castle-Hughes, attrice neozelandese
- 1990 - Starlin Castro, giocatore di baseball dominicano
- 1990 - Kiran Chemjong, calciatore nepalese
- 1990 - Isaac Díaz, calciatore cileno
- 1990 - Benedikt Doll, ex biatleta tedesco
- 1990 - Lacey Evans, wrestler statunitense
- 1990 - Fatxullo Fatxulloev, calciatore tagiko
- 1990 - Ornel Gega, ex rugbista a 15 italiano
- 1990 - Jontron, comico statunitense
- 1990 - Izumi Katō, nuotatrice giapponese
- 1990 - Billy Ketkeophomphone, calciatore francese
- 1990 - Levan Mch'edlidze, ex calciatore georgiano
- 1990 - Marcos Miers, calciatore paraguaiano
- 1990 - Cleo Sol, cantautrice britannica
- 1990 - Dominique Provost-Chalkley, artista britannica
- 1990 - Anthony Prymack, schermidore canadese
- 1990 - Soroush Rafiei, calciatore iraniano
- 1990 - Pico Rama, cantante italiano
- 1990 - Sequiel Sánchez, pallavolista portoricano
- 1990 - Danny Trevathan, giocatore di football americano statunitense
- 1990 - Yūki Ōtsu, ex calciatore giapponese
- 1991 - Andrés Alcántara, giocatore di calcio a 5 spagnolo
- 1991 - Jack Bannon, attore britannico
- 1991 - Tarık Çamdal, calciatore tedesco
- 1991 - Eduardo Casanova, attore, regista e sceneggiatore spagnolo
- 1991 - Kevin Edward, calciatore santaluciano
- 1991 - Dalila Jakupovič, tennista slovena
- 1991 - Jeremie Lynch, calciatore giamaicano
- 1991 - Remo Mally, ex calciatore austriaco
- 1991 - Jessica Wagner, pallavolista statunitense
- 1992 - Mr.Kitty, cantautore, disc jockey e produttore discografico statunitense
- 1992 - Ayoub Blomberg, giocatore di calcio a 5 e calciatore norvegese
- 1992 - Billy Bodin, calciatore gallese
- 1992 - Aaron Brown, ex cestista statunitense
- 1992 - Mauricio Castañeda, ex calciatore messicano
- 1992 - Thomas Delaine, calciatore francese
- 1992 - Yefri Duque, giocatore di calcio a 5 colombiano
- 1992 - Peppe Femling, ex biatleta svedese
- 1992 - George Fochive, ex calciatore statunitense
- 1992 - Martin Frýdek, calciatore ceco
- 1992 - Faye Gulini, snowboarder statunitense
- 1992 - Vanessa Hinz, ex biatleta e ex fondista tedesca
- 1992 - Martin Hála, calciatore ceco
- 1992 - Marco Lodadio, ginnasta italiano
- 1992 - Antonio Marku, calciatore albanese
- 1992 - Imogen Morris Clarke, modella inglese
- 1992 - Jennifer Piot, ex sciatrice alpina francese
- 1992 - MyCole Pruitt, giocatore di football americano statunitense
- 1992 - Federico Rasic, calciatore argentino
- 1992 - Andreas Vangstad, ex ciclista su strada norvegese
- 1992 - Érik Vera, calciatore messicano
- 1992 - Federico Viviani, calciatore italiano
- 1992 - Justine De Jonckheere, modella belga
- 1993 - Gary Browne Ramírez, cestista portoricano
- 1993 - Claudia Galán, attrice, ballerina e modella spagnola
- 1993 - Seth Hinrichs, cestista statunitense
- 1993 - Jucie Lupeta, calciatore portoghese
- 1993 - Darío Melo, calciatore cileno
- 1993 - Giammario Piscitella, calciatore italiano
- 1993 - Diego Rolán, calciatore uruguaiano
- 1993 - Ryō Ryūsei, attore e doppiatore giapponese
- 1993 - Álvaro Salazar, calciatore cileno
- 1993 - Sander van de Streek, calciatore olandese
- 1993 - Iva Todorić, cestista croata
- 1993 - Guillermo Varela, calciatore uruguaiano
- 1993 - Gustavo Henrique, calciatore brasiliano
- 1993 - Zhai Xiaochuan, cestista cinese
- 1994 - Mohamed Khasib, calciatore omanita
- 1994 - Saranon Anuin, calciatore thailandese
- 1994 - Leonardo Demétrio, cestista brasiliano
- 1994 - Omari Douglas, attore britannico
- 1994 - Emma Drobná, cantante slovacca
- 1994 - Kierra Holst, pallavolista statunitense
- 1994 - José Macaia, calciatore angolano
- 1994 - Charlie Charles, produttore discografico e disc jockey italiano
- 1994 - Ekaterina Poleščuk, lottatrice russa
- 1994 - Alexander Ritschard, tennista svizzero
- 1994 - Hadi Sacko, calciatore francese
- 1994 - Gabriel Seijas, calciatore argentino
- 1994 - Giulia Steingruber, ex ginnasta svizzera
- 1994 - Basil Stillhart, calciatore svizzero
- 1994 - Prak Mony Udom, calciatore cambogiano
- 1994 - Ricardo José Veiga Varzim Miranda, calciatore portoghese
- 1994 - Lucas Villela, calciatore brasiliano
- 1994 - Emil Vinjebo, ex ciclista su strada danese
- 1994 - Péricles da Silva Nunes, ex calciatore brasiliano
- 1995 - Mykyta Burda, calciatore ucraino
- 1995 - Dario Del Fabro, calciatore italiano
- 1995 - Lucas Delgado, calciatore argentino
- 1995 - Enzo Zidane, ex calciatore francese
- 1995 - Corentin Fiore, calciatore belga
- 1995 - Núrio Fortuna, calciatore angolano
- 1995 - Alush Gavazaj, calciatore kosovaro
- 1995 - Miloš Koprivica, cestista serbo
- 1995 - Juraj Kozić, cestista croato
- 1995 - Andreas Kuen, calciatore austriaco
- 1995 - Nimrod Levi, cestista israeliano
- 1995 - Luca Lezzerini, calciatore italiano
- 1995 - Paul Marie, calciatore francese
- 1995 - Alexander McQueen, ex calciatore grenadino
- 1995 - Matteo Milani, kickboxer e taekwondoka italiano
- 1995 - Michał Nalepa, calciatore polacco
- 1995 - Álex Remiro, calciatore spagnolo
- 1995 - Jeremy Senglin, cestista statunitense
- 1996 - İslam Abbasov, lottatore azero
- 1996 - Lucas Cueto, calciatore tedesco
- 1996 - Bruno Duarte da Silva, calciatore brasiliano
- 1996 - Marlon Frey, calciatore tedesco
- 1996 - Valentino Lazaro, calciatore austriaco
- 1996 - Thallyson, calciatore brasiliano
- 1996 - Shinnosuke Nakatani, calciatore giapponese
- 1996 - Kyaw Min Oo, calciatore birmano
- 1996 - Oussama Oueslati, taekwondoka tunisino
- 1996 - Orbelín Pineda, calciatore messicano
- 1996 - Albert Reyes, calciatore andorrano
- 1996 - Karina Sævik, calciatrice norvegese
- 1996 - Myles Turner, cestista statunitense
- 1996 - Kyzir White, giocatore di football americano statunitense
- 1996 - Cameron Young, cestista statunitense
- 1997 - Alexandre Aygalenq, cestista francese
- 1997 - Lucilla Boari, arciera italiana
- 1997 - Gustavo Cascardo, calciatore brasiliano
- 1997 - Bobby Evans, giocatore di football americano statunitense
- 1997 - Josh Ginnelly, calciatore inglese
- 1997 - Alexandru Novac, giavellottista romeno
- 1997 - Renzo Paparelli, calciatore argentino
- 1997 - Raoul Petretta, calciatore italiano
- 1997 - Julián Quiñones, calciatore colombiano
- 1997 - Jordan Rossiter, calciatore inglese
- 1997 - Daniel Stensson, calciatore svedese
- 1997 - Jenna Strauch, nuotatrice australiana
- 1997 - Darrell Taylor, giocatore di football americano statunitense
- 1997 - George Thomas, calciatore gallese
- 1997 - Yasser Triki, triplista e lunghista algerino
- 1997 - Yanick van Osch, calciatore olandese
- 1998 - Marcelo Arce, calciatore paraguaiano
- 1998 - Kara Bajema, pallavolista statunitense
- 1998 - Christopher Briney, attore statunitense
- 1998 - Ethel Cain, cantautrice statunitense
- 1998 - Abdu Conté, calciatore portoghese
- 1998 - Youba Diarra, calciatore maliano
- 1998 - Dario Drežnjak, cestista bosniaco
- 1998 - Dani Escriche, calciatore spagnolo
- 1998 - Samir Gbetkom, cestista camerunese
- 1998 - Karolis Giedraitis, cestista lituano
- 1998 - Jaren Hall, giocatore di football americano statunitense
- 1998 - Damar Hamlin, giocatore di football americano statunitense
- 1998 - Miro Muheim, calciatore svizzero
- 1998 - Martina Rizzelli, ex ginnasta italiana
- 1998 - Samori Toure, giocatore di football americano statunitense
- 1998 - Federico Vera, calciatore argentino
- 1998 - Vitinho, calciatore brasiliano
- 1998 - Carl Wheatle, cestista britannico
- 1999 - Calvin Austin, giocatore di football americano statunitense
- 1999 - Henrik Bellman, calciatore svedese
- 1999 - Tomi Horvat, calciatore sloveno
- 1999 - Matteo Lamberti, nuotatore italiano
- 1999 - Sergio Lozano, calciatore spagnolo
- 1999 - Somon Makhmadbekov, judoka tagiko
- 1999 - Mohamed Mohumed, mezzofondista tedesco
- 1999 - Ella Palis, calciatrice francese
- 1999 - Nia Robinson, pallavolista statunitense
- 1999 - Jerónimo Rodríguez, calciatore messicano
- 1999 - Katie Swan, tennista inglese
- 1999 - Ranko Veselinović, calciatore serbo
- 2000 - Kelvin Boateng, calciatore ghanese
- 2000 - Elysia Bolton, tennista statunitense
- 2000 - Motive, rapper turco
- 2000 - Chris Collier, giocatore di football americano statunitense
- 2000 - Rommell Ibarra, calciatore venezuelano
- 2000 - Daniel Restrepo, tuffatore colombiano
- 2000 - Ferddy Roca, calciatore boliviano
- 2000 - Benjamín Rollheiser, calciatore argentino
- 2000 - Walter Wallberg, sciatore freestyle svedese
- 2000 - Duane Washington, cestista tedesco
- 2000 - Emma Zapletalová, ostacolista e velocista slovacca
- 2000 - Gastón Álvarez, calciatore uruguaiano

## XXI secolo(33)
- 2001 - Karim Attoumani, calciatore francese
- 2001 - Clara Burel, tennista francese
- 2001 - Jordan Magee, giocatore di football americano statunitense
- 2001 - Prince Mumba, calciatore zambiano
- 2001 - Agustín Pereira, calciatore uruguaiano
- 2001 - Lucas Pires, calciatore brasiliano
- 2001 - Jeizon Ramírez, calciatore venezuelano
- 2001 - William Saliba, calciatore francese
- 2001 - Joe Tippmann, giocatore di football americano statunitense
- 2001 - Noel Zwischenbrugger, sciatore alpino austriaco
- 2002 - Dalila Ippólito, calciatrice argentina
- 2002 - Maksim Kajnov, calciatore russo
- 2002 - El'dar Kulijev, calciatore ucraino
- 2002 - Pedro Milans, calciatore uruguaiano
- 2003 - Julián Aude, calciatore argentino
- 2003 - Tochi Chukwuani, calciatore danese
- 2003 - María Forero, mezzofondista spagnola
- 2003 - Egor Noskov, calciatore russo
- 2003 - Dženifera Ģērmane, sciatrice alpina lettone
- 2004 - Lavinia Abate, modella italiana
- 2004 - Denil Castillo, calciatore ecuadoriano
- 2004 - Anrie Chase, calciatore giapponese
- 2004 - Gonzalo García, calciatore spagnolo
- 2004 - Marco Gradoni, velista italiano
- 2004 - Veronika Jenčová, saltatrice con gli sci ceca
- 2004 - Filippo Missori, calciatore italiano
- 2004 - Dane Scarlett, calciatore inglese
- 2004 - Youssef Snana, calciatore tunisino
- 2005 - Facinet Conte, calciatore guineano
- 2005 - Axel Gueguin, calciatore francese
- 2006 - Gustavo Escobar, attore statunitense
- 2006 - Aymen Sliti, calciatore olandese
- 2008 - Julian Hall, calciatore statunitense

## Senza anno specificato(1)
- Giovanni del Bastone, presbitero italiano († 1290)